# Vesicularia nanocarpa
Vesicularia nanocarpa är en bladmossart som beskrevs av Brotherus 1908. Vesicularia nanocarpa ingår i släktet Vesicularia och familjen Hypnaceae. Inga underarter finns listade i Catalogue of Life.